# 水酸化ベリリウム
水酸化ベリリウム（すいさんかベリリウム、beryllium hydroxide）は、化学式 Be(OH)2 で表されるベリリウムの水酸化物である。
天然にはα型がクリノベホ石（Clinobehoite）、β型がベホ石（Behoite）として産出するが希少である。

## 製法
ベリリウム塩水溶液にアンモニア水を加えてできる沈殿を、アンモニア水の存在下で長時間加熱するとα型の結晶が生成する。
{\displaystyle {\ce {Be^{2+}\ + 2 OH^- -> Be(OH)2}}}
ベリリウム塩水溶液にアルカリを加えてつくった沈殿を煮沸した濃水酸化ナトリウム水溶液に溶解し、冷却するとβ型の結晶が析出する。
{\displaystyle {\ce {[Be(OH)4]^{2-}\ \rightleftarrows \ Be(OH)2\ +2OH^{-}}}}

## 性質
固体には2種類の多形が知られ、斜方晶系のβ型がより安定で、これは水酸化亜鉛と同型であり、ベリリウム原子は4配位である。α型は準安定状態である。
水酸化ベリリウムは他のアルカリ土類金属水酸化物と比較して、塩基としての性質はかなり弱い。従ってマグネシウム塩以下はほとんど加水分解しないのとは対照的に、ベリリウム塩水溶液は加水分解により酸性を示す。
{\displaystyle {\ce {Be^{2+}\ +H2O\ \rightleftarrows \ BeOH^{+}\ +H^{+}\ ,}}}　　pKa1 = 5.7
この加水分解化学種はさらに重合して複雑な平衡が存在する。
{\displaystyle {\ce {3BeOH^{+}\ \rightleftarrows \ \ [Be3(OH)3]^{3+}}}}
水に対する溶解度もアルカリ土類金属水酸化物のなかで最小であり、その溶解度積は以下の通りである。
{\displaystyle {\ce {Be(OH)2\ \rightleftarrows \ Be^{2+}(aq)\ +2OH^{-}(aq)\ ,}}} {\displaystyle K_{sp}=3{\sim }8{\times }10^{-22}}
400℃程度の加熱により水を失って酸化ベリリウムになる。
{\displaystyle {\ce {Be(OH)2 -> BeO\ + H2O}}}
希硫酸など強酸の水溶液に溶解して硫酸ベリリウムなどベリリウム塩を生成する。
{\displaystyle {\ce {Be(OH)2\ + H2SO4 -> BeSO4\ + 2 H2O}}}
強塩基の水溶液にも溶解してベリリウム酸塩水溶液となるが、この性質は水酸化アルミニウムほど顕著ではない。
{\displaystyle {\ce {Be(OH)2\ + 2 NaOH -> Na2[Be(OH)4]}}}